# (6431) 1967 UT
(6431) 1967 UT es un asteroide perteneciente al cinturón de asteroides, descubierto el 30 de octubre de 1967 por Luboš Kohoutek desde el Observatorio de Hamburgo-Bergedorf, Hamburgo, Alemania.

## Designación y nombre
Designado provisionalmente como 1967 UT.

## Características orbitales
1967 UT está situado a una distancia media del Sol de 2,390 ua, pudiendo alejarse hasta 2,525 ua y acercarse hasta 2,256 ua. Su excentricidad es 0,056 y la inclinación orbital 3,444 grados. Emplea 1349,90 días en completar una órbita alrededor del Sol.

## Características físicas
La magnitud absoluta de 1967 UT es 13,53. Tiene 5,210 km de diámetro y su albedo se estima en 0,311.